# 1859 у літературі

## Події
- Влітку 1859 року після 12-річної перерви Тарас Шевченко повернувся в Україну
- Едвард Фітцджеральд, англійський літератор видав книжечку у 24 сторінки з назвою «Рубаят Омара Хаяма», яка викликала захоплення віршами Хаяма в усьому світі
- У Петербурзі створено першу українську громаду — культурно-освітню організацію, яка мала на меті сприяти розвитку народної освіти, свободі літературного слова, поширенню національної ідеї, формуванню національної свідомості

## Твори
- «Інститутка» — повість Марко Вовчок
- «Вона і Він» (фр. Elle et lui), «Сніговик» (фр. L'Homme de neige) — романи Жорж Санд
- «Село Степанчиково і його мешканці», «Дядечків сон» — повісті Ф. М. Достоєвського
- «Вихованка», «Гроза» — п'єси О. М. Островського
- «Обломов» — роман І. О. Гончарова
- «Дворянське гніздо» — роман І. С. Тургенєва
- Чарлз Дікенс видав «Повість двох міст».
- Джордж Елліотт опублікувала роман «Адам Бід».
- Почалася серіалізація роману Вілкі Коллінза Жінка в білому.
- Едвард Фіцджеральд переклав і опублікував «Рубаї» Омара Хаяма.

## Видання
- У Лейпцигу вийшла книжка «Новые стихотворения Пушкина и Шевченки»

## Народилися
- 2 березня — Шолом-Алейхем, український єврейський письменник
- 1 квітня — Коста Хетагуров, осетинський поет і революційний демократ; основоположник осетинської художньої літератури
- 2 травня — Джером Клапка Джером, англійський письменник
- 22 травня — Артур Конан-Дойл, шотландський письменник, відомий перш за все своїми творами про Шерлока Холмса
- 6 липня — Вернер фон Гейденстам, шведський письменник, член Шведської академії, лауреат Нобелівської премії з літератури 1916 року
- 4 серпня — Кнут Гамсун, норвезький письменник, лауреат Нобелівської премії з літератури за 1920 рік
- 18 жовтня 1859 — Анрі Бергсон, французький філософ, лауреат Нобелівської премії з літератури за 1927 рік
- 6 грудня — Ейнар Кваран, ісландський письменник, драматург і поет
- Сабов Євменій Іванович, греко-католицький священик і москвофільський діяч на Закарпатті, автор підручників з граматики
- Георгіос Дросініс, грецький поет-романтик

## Померли
- 23 лютого — Зигмунт Красінський, польський поет і драматург, граф
- 12 травня — Аксаков Сергій Тимофійович, російський письменник
- 13 вересня — Булгарін Фадей Венедиктович, російський і польський письменник, літературний критик, видавець, журналіст
- 28 листопада — Вашингтон Ірвінг, американський письменник, есеїст, біограф та історик
- 16 грудня — Вільгельм Грімм, німецький філолог, молодший з братів Грімм